# Fredan

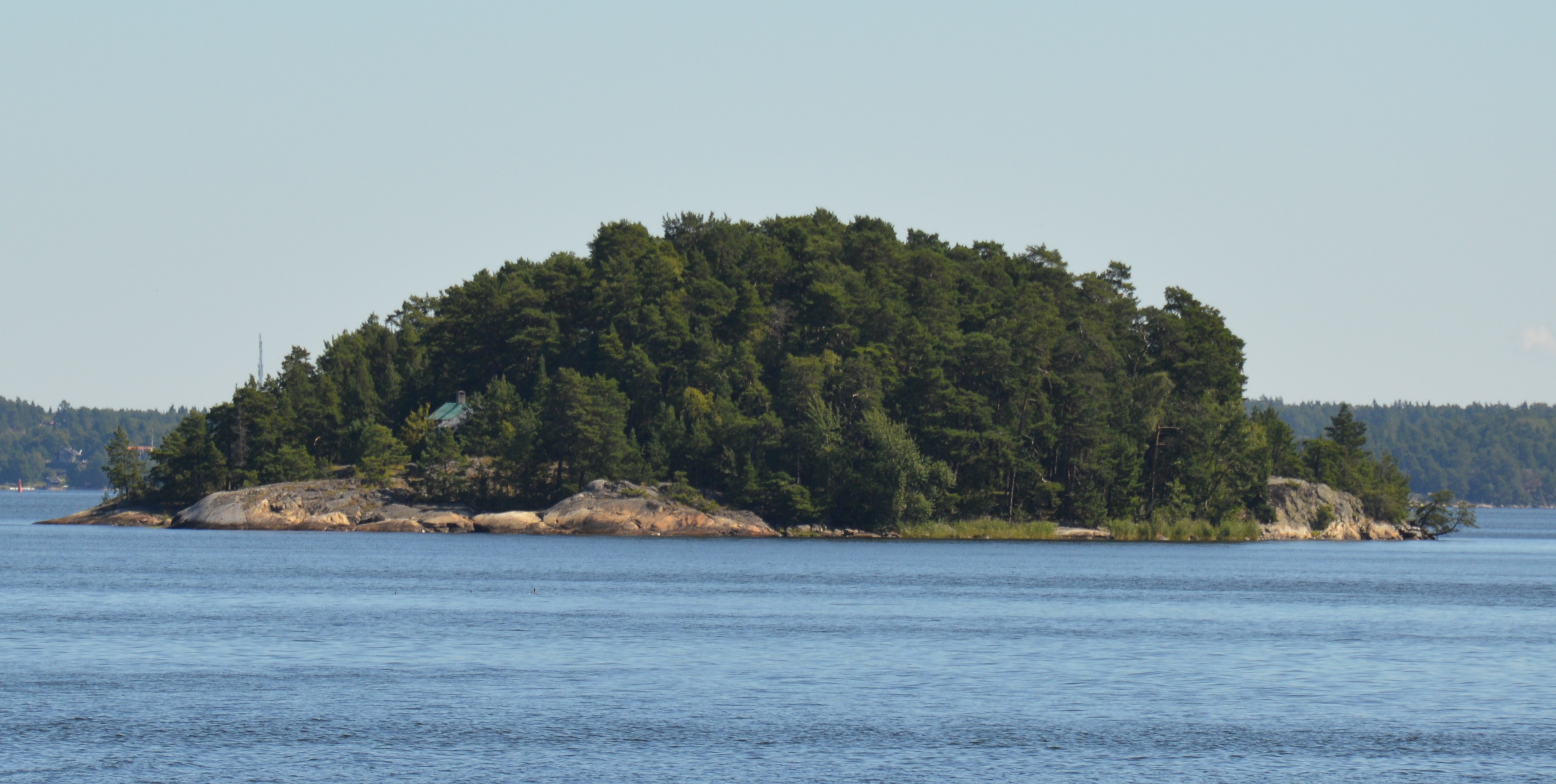
Fredan

Fredan ist eine zu Schweden gehörende Insel im Stockholmer Schärengarten.
Die mit zumindest einem Gebäude bebaute Insel gehört zur Gemeinde Nacka und liegt nördlich der Insel Tegelön im Höggarnsfärden. Südöstlich liegt die Insel Onsdan och Torsdan, westlich Lördan. Nördlich Fredans verläuft die Schiffspassage von der Ostsee nach Stockholm. Fredan erstreckt sich von Westen nach Osten über etwa 170 Meter, bei einer Breite von bis zu 120 Metern. 
Die Insel ist bereits auf einer Karte aus dem Jahr 1600 verzeichnet, wird dort aber noch als Tallholmen benannt. Im Jahr 1670 findet sich dann bereits der Name Fredan bzw. Stora Fredan. Im Deutschen bedeutet der Name Freitag bzw. Groß Freitag. Der Grund des Namens ist unklar. Möglicherweise besteht ein Bezug zur nordischen Göttin Freya. Der Name Fredan dürfte aber Auslöser dafür gewesen sein, dass auch die benachbarten Inseln nach Wochentagen benannt wurden. Von Südosten nach Nordwesten liegen die Inseln Måndan (Montag), Tisdan (Dienstag), Onsdan och Torsdan (Mittwoch und Donnerstag), Fredan (Freitag) und Lördan (Sonnabend). Eine Insel mit einem auf Sonntag bezugnehmend Namen gibt es in der Reihe nicht. Andere Vermutungen gehen dahin, dass Bauern die kleinen Inseln jeweils an dem Wochentag als Viehweide nutzten und sonntags das Vieh auf Tegelön blieb.